# Parc d'Avroy
Het Parc d'Avroy is een park in de Luikse buurt Avroy.

## Geschiedenis
Een arm van de Maas, gedempt tussen 1831 en 1835, en later het tracé van de Boulevard d'Avroy, stond aan het begin van dit park.
Er werd een bassin van 4 hectare aangelegd met als doel om als binnenhaven te dienen voor de scheepvaart. Deze bleek echter voor dit doel niet geschikt en bleef goeddeels verlaten. In de jaren '70 van de 19e eeuw werd besloten hier een park van te maken, en tevens een nieuwe woonwijk te bouwen. Het ontwerp voor het park in Engelse stijl leverde Édouard Keilig. De parkvijver is nog een overblijfsel van het oorspronkelijke bassin.
In 1880 kwam er een café annex biljartzaal in het park, Trink-Hall genaamd. Het bouwwerk was uitgevoerd in oosterse stijl, compleet met twee koperen koepels. Reeds vanaf 1885 werden er ook films vertoond. Omstreeks 1900 werden er elke avond door fanfares klassieke en militaire nummers ten gehore gebracht in de muziekkiosk.
Later werd de Trink-Hall gesloopt en kwam er een ander gebouw, waar sedert 1992 het MADmusée in is gevestigd.

## Kunstwerken

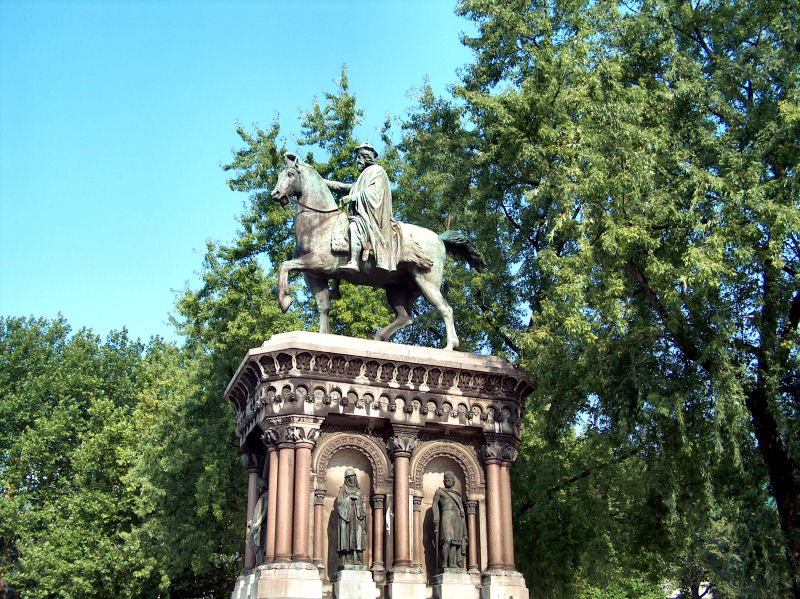
Het standbeeld van Karel de Grote

In het park zijn diverse beelden en monumenten te vinden, zoals een ruiterstandbeeld van Karel de Grote (1868), een monument ter herinnering aan Charles Rogier (1905), gedenkstenen voor Guernica en voor de bootvluchtelingen, en het Nationaal Verzetsmonument van 1955. Daarnaast zijn er een groot aantal kopieën van beelden uit de klassieke oudheid te vinden.